# Allen (Texas)
Allen es una ciudad ubicada en el condado de Collin en el estado estadounidense de Texas. En el Censo de 2010 tenía una población de 84.246 habitantes y una densidad poblacional de 1.232,43 personas por km².

## Geografía
Allen se encuentra ubicada en las coordenadas 33°6′26″N 96°40′29″O / 33.10722, -96.67472. Según la Oficina del Censo de los Estados Unidos, Allen tiene una superficie total de 68.36 km², de la cual 68.1 km² corresponden a tierra firme y (0.38%) 0.26 km² es agua.

## Demografía
Según el censo de 2010, había 84.246 personas residiendo en Allen. La densidad de población era de 1.232,43 hab./km². De los 84.246 habitantes, Allen estaba compuesto por el 72.01% blancos, el 8.39% eran afroamericanos, el 0.55% eran amerindios, el 12.86% eran asiáticos, el 0.06% eran isleños del Pacífico, el 3.19% eran de otras razas y el 2.94% pertenecían a dos o más razas. Del total de la población el 11.21% eran hispanos o latinos de cualquier raza.